# مارمولک (کمیک)
مارمولک (به انگلیسی: Lizard) یک شخصیت تخیلی و ابرتبه‌کارانه در کتاب‌های کامیک می‌باشد. این کاراکتر به دست استن لی و استیو دیتکو خلق شده و در مرد عنکبوتی شگفت‌انگیز (سری اول) شماره ۶ام (نوامبر ۱۹۶۳) معرفی شد. از این شخصیت در مرد عنکبوتی شگفت‌انگیز (فیلم) استفاده شد 
جدا از کتاب‌های کامیک، شرکت مارول از مارمولک در دیگر کالاهای خود از جمله پوشاک، اسباب‌بازی، ورق بازی، انیمیشن‌های تلویزیونی و بازی‌های رایانه‌ای استفاده کرده است.
در داستان‌ها، دکتر کانرز یک بیولوژیست ژنتیک بود که تلاش می‌کرد با یافتن روشی برای رشد دادن استخوان، دست راست قطع شدهٔ خودش را بهبود دهد. بعد از آن که روی خودش امتحان کرد، به یک هیولای مارمولکی وحشی تبدیل شد. با وجود آن که وی می‌تواند به حالت انسانی خود برگردد، اما به خاطر داشتن حس آزادی و کامل بودن از این کار خودداری می‌کند.
دیلن بیکر، نقش کانرز را در فیلم سینمایی مرد عنکبوتی ۲ (سال ۲۰۰۴) و مرد عنکبوتی ۳ (سال ۲۰۰۷) بازی کرد. ریس آیفنز نقش دکتر کانرز و مارمولک را در مرد عنکبوتی شگفت‌انگیز (سال ۲۰۱۲) به عنوان ابرتبه‌کار اصلی و در فیلم مرد عنکبوتی:راهي به خانه نیست (سال ۲۰۲۱) نقش این شخصیت را بازی کرد.
او که قدرت‌هایش شامل زور، سرعت، استقامت و انعطاف ابرانسانی، دورآگاهی، کنترل ذهنی خزندگان و حشرات، زوددرمانی، پوست سفت، دندان‌ها و ناخن‌هایی به تیزی تیغ و دم ۶ فوتی با قابلیت رشد دوباره می‌شود، عضو گروه‌های ابرتبه‌کارانه‌ای چون شش فاسد و دوازده فاسد است.
در سال ۲۰۰۹، مارمولک رتبهٔ ۶۲ام را در لیست بزرگترین تبه‍کاران کتاب‌های کمیک آی‌جی‌ان بدست آورد.